# Финта Аба
Финта Аба  (венг. Aba nembeli Finta; ? — 1287) — крупный венгерский магнат, воевода Трансильвании (1278—1280) и палатин Венгрии (1280—1281). В 1280 году Финта Аба руководил арестом короля Ласло IV.

## Семья
Представитель крупного венгерского клана (рода) Аба. Один из сыновей ишпана Давида Абы. У него также было, по крайней мере, два брата: Амадеус Аба, палатин Венгрии, один из могущественных олигархов на рубеже XIII-XIV веков, и королевский судья Петер Аба. У Финты Абы была дочь Клара (умерла до 1300 года), на которой женился Юлиуш III Кан (? — 1299), также известный как Юлиуш Шиклоши, ишпан графства Баранья.

## Карьера
В 1277—1278 годах, когда был объявлен совершеннолетним, король Ласло IV венгерский успешно подавил попытки ряда крупных магнатов к захвату верховной власти в королевстве. Роланд, сын Марка, а также весь клан Гередье во главе с бывшим воеводой Трансильвании а Миклошем Гередье и ишпаном Гередье II Гередье. Последний был казнен за государственную измену до сентября 1278 года. Это был первый случай, когда королевская власть активно участвовала в демонтаже местной власти после анархической ситуации с 1272 года. Финта Аба взял на себя главную роль в боях против Герегье, в результате чего ему было пожаловано во владение графство Унг от короля Ласло IV после 1279 году . Хотя экспедиция короля против клана Кёсеги потерпела неудачу, главный соперник клан Чак был скомпрометирован с помощью Гуткеледов (Иоахим Гуткелед был убит незадолго до этого), который сразу же разорвал союз с Кёсеги летом 1278 года.
После этого соглашения было сформировано новое баронское правительство, в котором восемь «великих государственных чиновников» были представлены четырьмя членами клана Чак, двумя Гуткеледами, Яко Каплоном и Финтой Абой, который стал воеводой Трансильвании, заменив на этом посту Миклоша Пока. Тем не менее, деятельность папского легата Филиппа, епископа Фермо, разрушила хрупкий мир, когда был отлучен от церкви король Ласло IV, а на Венгрию наложен интердикт из-за растущего влияния куманов-язычников. Бароны разделились в поддержке короля Ласло IV Куна. Напряженность обострилась, когда король решил арестовать и заключить в тюрьму Филиппа Фермо в начале января 1280 года. Этот необдуманный поступок привел к тому, что Венгрия столкнулась со всей христианской Европой и римско-католической церковью в целом.
Предположительно, под предводительством палатина Матуша Чака венгерские бароны решили заключить короля Ласло IV в тюрьму. Где-то после 17 января 1280 года, когда Ласло IV Кун находился в Трансильвании, Финта Аба захватил короля и передал его Роланду Борше, давнему союзнику клана Чак, которые держали короля Ласло в заключении. Дьюла Кристо, Енё Сюч и другие венгерские историки говорят, что Финта Аба был главой заговора, однако Аттила Жолдос утверждал, что Финта был назначен палатином только через несколько месяцев, заменив Матуша Чака. Менее чем через два месяца легат и король были отпущены на свободу, и Ласло Кун дал новую клятву соблюдать законы куманов, а также простил своих тюремщиков.
Когда король Ласло IV снова почувствовал себя достаточно сильным летом 1280 года, он отстранил от должности палатина Матуша Чака, назначив на этую должность Финту Абу. Новый воевода Трансильвании Иштван, сын Текеша, был сильным союзником Финты Абы. Помимо должности палатина Венгрии, Финта Аба также выполнял функции ишпана комитат Шомодь и Шопрон в 1280 году.

## Восстание против Ласло Куна
К середине 1281 года король Ласло IV решил возвысить одну из соперничающих баронских групп. Иван Кёсеги, ранее отлученный от церкви, был назначен палатином Венгрии, заменив Петера Чака, который сменил Финту Абу незадолго до этого. Воевода Трансильвании Иштван, сын Текеша, и королевский судья Петер Аба (брат Финты), также потеряли свои должности. Следуя королевским хартиям, Финта Абы был назван «неверным», «предателем», «властным», «нераскаявшимся» и «вероломным», который причинил «много страданий королевству». Петер Аба затем был назначен главой казначейства. Поднял восстание против королевской власти один Финта Аба, а не весь клан Аба. Король Ласло Кун предпринял карательный поход против восставшего Финты Абы. Королевские войска захватили ряд замков Финты (например, Геде, Саланч), но затем они были отвлечены восстанием клана Кёсеги.
Ласло Кун не смог окончательно победить Финту Абу до конца года, поскольку в следующем году были также бои и осады в Северо-Восточной Венгрии, а замок Шарошпатак также находился в осаде, которую, вероятно, защищал Иштван, сын Текеша, где он был ишпаном. Однако восстание куманов в 1282 году оказалось гораздо более серьёзной проблемой. Тем не менее, Финта Аба Аба потерял все свое политическое влияние и скончался в 1287 году.